# Charles Dance
Walter Charles Dance, OBE (* 10. říjen 1946, Redditch, Velká Británie) je britský herec, scenárista a režisér.

## Počátky
Narodil se v Redditchi ve Velké Británii do rodiny kuchařky Eleanor (1911–1984) a inženýra Waltera (1874–1949). Má staršího bratra Michaela (* 1936). Z předchozího manželství svého otce měl také dvě nevlastní sestry. Vyrůstal v Plymouthu a navštěvoval technickou školu pro chlapce. Věnoval se také grafickému designu než se dal na herectví.

## Kariéra
Před kamerou se poprvé objevil v roce 1974 v seriálu Father Brown. Českým divákům pak může být znám z velké spousty úspěšných celovečerních filmů. K těm nejznámějším patří snímky jako Jen pro tvé oči, Víc než dost, Dobrý den, Babylónie, Vetřelec ³, Hilary a Jackie, Tmavomodrý svět nebo Bazén.
Objevil se také v hlavních rolích seriálů jako Ponurý dům nebo Hra o trůny.
Věnuje se také režii, pod jeho taktovkou vznikl film Dámy v letech.
Dne 20. dubna 2015 byl představen jako jeden z dabérů do připravované hry Zaklínač 3: Divoký hon.

## Ocenění
Za svou roli v seriálu Ponurý dům byl nominován na cenu Emmy. Za roli v dalším seriálu Perla v koruně byl nominován na cenu BAFTA, ani jednu z nominací však v ocenění neproměnil. Za celou kariéru získal 9 ocenění, na dalších 6 byl nominován.
Je držitelem Řádu britského impéria.

## Osobní život
Od roku 1970 do roku 2004 byl ženatý s Joannou Haythornovou. Z manželství se narodily dvě děti: syn Oliver Matthew (* 1974), a dcera Rebecca Le Fevre, narozená o šest let později. První manželství skončilo rozvodem. V září 2010 Dance oznámil zasnoubení s Eleanor Boormanovou. V březnu 2012, když bylo Danceovi 66 let, se páru narodila dcera Rose. Svatba s Eleanor se nakonec neuskutečnila; jen několik měsíců po jejím narození se dvojice rozešla. Boormanová navíc svému snoubenci vyčítala, že nebyl u porodu Rose, protože mezitím natáčel v jižní Africe Hru o trůny.

## Vybraná filmografie

### Film
| Rok  | Český název                    | Role                     | Poznámky |
| ---- | ------------------------------ | ------------------------ | -------- |
| 1981 | Jen pro tvé oči                | Claus                    |          |
| 1985 | Víc než dost                   | Raymond Brock            |          |
| 1986 | Zlaté dítě                     | Sardo Numspa             |          |
| 1987 | Dobrý den, Babylónie           | Paolo a Vittorio Taviani |          |
| 1988 | Pascaliho ostrov               | Anthony Bowles           |          |
| 1992 | Vetřelec 3                     | Jonathan Clemens         |          |
| 1993 | Poslední akční hrdina          | Benedict                 |          |
| 1994 | Čínský měsíc                   | Rupert Munro             |          |
| 1994 | Kabloonak                      | Robert J. Flaherty       |          |
| 1995 | Smrtelná léčba                 | Ed Mittlesbay            |          |
| 1996 | Vesmírní trakeři               | Nabel / Macanudo         |          |
| 1996 | Michael Collins                | Soames                   |          |
| 1998 | Láska mezi paragrafy           | Gerald                   |          |
| 1998 | Hilary a Jackie                | Derek Du Pré             |          |
| 1999 | Srdíčka                        | Frank                    |          |
| 2001 | Tmavomodrý svět                | plk. Bentley             |          |
| 2001 | Gosford Park                   | Raymond Stockbridge      |          |
| 2002 | Ali G Indahouse                | David Carlton            |          |
| 2003 | Bazén                          | John Bosload             |          |
| 2006 | Zahřívací kolo                 | Michael Harbinson        |          |
| 2006 | Sólokapr                       | Malcolm                  |          |
| 2011 | Templář                        | Štěpán Langton           |          |
| 2011 | Princ a pruďas                 | král Tallious            |          |
| 2012 | Underworld: Probuzení          | Thomas                   |          |
| 2013 | Justin: Jak se stát rytířem    | Legantir (hlas)          |          |
| 2014 | Zakázaná říše                  | Lord Dudley              |          |
| 2014 | Drákula: Neznámá legenda       | Master Vampire           |          |
| 2014 | Kód Enigmy                     | Alastair Denniston       |          |
| 2015 | Viktor Frankenstein            | Baron Frankenstein       |          |
| 2015 | Dáma ve zlatém                 | Sherman                  |          |
| 2015 | Dítě číslo 44                  | major Grachev            |          |
| 2015 | Admirál                        | Karel II. Stuart         |          |
| 2016 | Pýcha, předsudek a zombie      | pan Bennet               |          |
| 2016 | Než jsem tě poznala            | Steven Traynor           |          |
| 2016 | Krotitelé duchů                | Harold Filmore           |          |
| 2016 | Underworld: Krvavé války       | Thomas                   |          |
| 2018 | Johnny English znovu zasahuje  | Agent Sedm               | cameo    |
| 2019 | Tajemství dračí pečeti         | Lord Dudley              |          |
| 2019 | Godzilla II Král monster       | Alan Jonah               |          |
| 2020 | Mank                           | William Randolph Hearst  |          |
| 2021 | Kingsman: První mise           | Herbert Kitchener        |          |
| 2022 | Proti ledu                     | Niels Neergaard          |          |
| 2024 | První znamení: Přichází satan! | Otec Harris              |          |

### Televizní filmy
| Rok  | Český název                                                   | Role                 | Poznámky     |
| ---- | ------------------------------------------------------------- | -------------------- | ------------ |
| 1988 | Vyjdi ze tmy                                                  | Michael Hayden       |              |
| 1989 | Goldeneye                                                     | Ian Fleming          |              |
| 1996 | Bouře                                                         | Lyle Yates           |              |
| 1997 | Rabínova dcera                                                | kapitán Richter      |              |
| 1997 | Mrtvá a živá                                                  | Maxim de Winter      | TV minisérie |
| 2000 | Vražedná místa: Doktor Bell - temné začátky Sherlocka Holmese | Henry Carlyle        | TV seriál    |
| 2003 | Jindřich VIII.                                                | vévoda z Buckinghamu |              |
| 2004 | Don Bosco                                                     | markýz Clementi      |              |
| 2005 | Prstoklad                                                     | pan Lilly            |              |
| 2010 | Zaslaná pošta                                                 | Havelock Vetinari    |              |
| 2011 | Počátek Země Nezemě                                           | Richard Fludd        |              |

### Seriály
| Rok       | Název                 | Role                   | Poznámky                            |
| --------- | --------------------- | ---------------------- | ----------------------------------- |
| 1975      | Edward the Seventh    | princ Albert Viktor    | minisérie, 2 epizody                |
| 2002      | Foylova válka         | Guy Spencer            | televizní seriál, díl: „Bílé pírko" |
| 2005      | Ponurý dům            | pan Tulkinghorn        | 12 dílů                             |
| 2006      | Slečna Marplová       | Septimus Bligh         | Díl: „Cukání v palci"               |
| 2009      | Merlin                | Aredian                | Díl: „Mágobijec"                    |
| 2011–2015 | Hra o trůny           | Tywin Lannister        | vedlejší postava, 27 dílů           |
| 2015      | Až tam nezbyl žádný   | Lawrence John Wargrave | 3 díly                              |
| 2019–2020 | Koruna                | Louis Mountbatten      | vedlejší postava, 5 dílů            |
| 2020–2022 | Vzestup Osmanské říše | vypravěč               | 12 dílů                             |
| 2022      | The Sandman           | Roderick Burgess       |                                     |
| 2022      | The Serpent Queen     | Klement VII.           | 2 díly                              |
| 2023      | Králičí nora          | Ben Wilson             | 8 dílů                              |
| 2024      | Den Šakala            | Timothy Winthrop       | minisérie                           |